# Belly of the Beast
Belly of the Beast är en amerikansk långfilm från 2003 i regi av Siu-Tung Ching, med Steven Seagal, Byron Mann, Monica Lo och Tom Wu i rollerna.

## Handling
Sedan 11 september 2001 har världen förändrats. Vi har kommit till insikten att det inte finns en enda plats där vi kan känna oss helt säkra. Det får i högsta grad den tidigare CIA-agenten Jake Hopper (Seagal) erfara. Hans dotter Jessica (Lane) och hennes vän Sarah (Macqueen) är på rundresa i Thailand när de kidnappas av den islamska, fundamentalistiska terrorrörelsen Abu Karaf. Deras huvudmål var Sarah, som är dotter till en senator. Jessica råkade bara befinna sig på fel plats vid fel tidpunkt. Terroristernas krav är att 20 personer som sitter i amerikansk fångenskap ska släppas fria inom en vecka, annars dödas flickorna. Den amerikanska regeringen vägrar att förhandla och Jake inser att bara han själv kan rädda livet på sin dotter och hennes vän.

## Rollista
| Steven Seagal     | – Jake Hopper      |
| Byron Mann        | – Sunti            |
| Monica Lo         | – Lulu             |
| Tom Wu            | – General Jantapan |
| Sara Malakul Lane | – Jessica Hopper   |
| Patrick Robinson  | – Leon Washington  |
| Vincent Riotta    | – Fitch McQuaid    |
| Norman Veeratum   | – Suthep           |
| Elidh MacQueen    | – Sara Winthorpe   |
| Siu Tung Chan     | – Kong             |